# Abäk (banda)
Abäk es una banda de heavy metal originaria de Costa Rica, formada en 2017. Con influencias de folk metal y power metal, la banda presenta una propuesta que mezcla elementos de la cultura costarricense y centroamericana en sus composiciones. Su sonido incorpora mitos y leyendas de la región con riffs de guitarra y letras épicas.

## Historia
Abäk fue fundada en 2017 por el vocalista y guitarrista Andrés Barrantes, con la visión de crear una banda que combinara el heavy metal tradicional con la cultura folclórica de Costa Rica. Su primer álbum, El tambor de Sibö, lanzado en 2018, fue nominado por la Asociación de Compositores y Autores Musicales de Costa Rica (ACAM) a mejor álbum de rock del año.
En 2020 lanzaron su segundo álbum, El canto de las Lapas, que reafirmó su estilo y exploró aún más las leyendas de la cultura centroamericana. Este álbum fue destacado por algún medio internacional por su capacidad de entrelazar las tradiciones folclóricas con el metal.
En 2021, Abäk participó en la compilación Mester de Juglaría, un álbum tributo a Saurom, con la canción "Duermedela". En este proyecto también participaron otros artistas costarricenses, como Peregrino Gris y Gazel, junto a músicos de diferentes partes del mundo, como homenaje a la trayectoria de la banda española.
En 2022, Abäk lanzó su tercer álbum, El Ritual de las 7 Voces, consolidando su estilo con una mezcla de folk metal y power metal. Ese mismo año, la banda lanzó el sencillo "Piratas del Coco", que contó con la colaboración de Chris Bowes, vocalista de la banda escocesa Alestorm, reconocidos como uno de los mayores exponentes del Metal pirata a nivel mundial.
En 2023, El Ritual de las 7 Voces ganó el premio ACAM en la categoría de "Mejor Álbum de Hard Rock/Metal".
Durante 2023, Abäk fueron seleccionados como teloneros para el concierto de Mägo de Oz en Costa Rica. Este evento les permitió presentarse ante un público más amplio y consolidar su reputación internacional.
En abril de 2024, la banda lanzó el videoclip animado de su sencillo "Balam". Este trabajo visual refuerza la conexión de la banda con las tradiciones mitológicas costarricenses.

## Influencias y estilo
El estilo musical de Abäk combina elementos de heavy metal, folk metal y power metal. Sus letras se inspiran principalmente en mitos y leyendas de Costa Rica y otras partes de América Central. La banda ha declarado que busca revivir y reinterpretar estas historias a través de una propuesta sonora moderna que incluye instrumentos tradicionales y pasajes sinfónicos en algunas de sus canciones. Entre sus principales influencias musicales se encuentran bandas como Tierra Santa, Mägo de Oz y Saurom.
Además de la voz de Andrés Barrantes, destaca la voz de Diandra Ortiz, quien aporta desde coros épicos y tenebrosos hasta ser la voz principal en canciones como Guerrera, Luna Roja, Nosara, El Tango de Lilith y Duermedela.
El nombre Abäk proviene de la palabra "sabák", que en la lengua indígena Bribri de Costa Rica significa "tambor", y es un símbolo de la música y raíces de la banda. Además, Abäk es el nombre del personaje principal que representa a la banda visualmente, apareciendo en las portadas de sus tres álbumes. La primera canción del álbum El Ritual de las 7 Voces también se titula "Abäk".
En sus presentaciones en vivo, Abäk incluye elementos relacionados con su temática como máscaras, trajes e instrumentos, y en ocasiones participan indígenas costarricenses en sus presentaciones.

## Discografía

### Álbumes de estudio
- El tambor de Sibö (2018)
- El canto de las Lapas (2020)
- El Ritual de las 7 Voces (2022)

### Compilaciones
- Mester de Juglaría – Participación con la canción "Duermedela" (2021)

### Sencillos
- "Santa Rosa" (2019)
- "Luna roja" (2019)
- "Nosara" (2021)
- "La mascarada" (2021)
- "Piratas del Coco" (2022)
- "Balam" (2023)
- "El canto de las Lapas" (2024)
- "Al Dios de la Muerte" (2024)

## Conciertos notables
- Primer concierto de Abäk, El Cuartel, San José, Costa Rica, 25 de enero de 2019
- Abäk: El Ritual de las 7 Voces, Costa Rica, 4 de marzo de 2023
- Abäk en el Festimetal Santa Catarina, México, 18 de noviembre de 2023
- Saurom Juglar Fest, Cholula, Puebla, 4 de mayo de 2024
- Acústico + Meet & Greet, La Mezcalli, CDMX, 5 de mayo de 2024
- En junio de 2024, Abäk fue una de las bandas encargadas de abrir el concierto de la banda española Avalanch en Costa Rica.[14]
- ZLegacy + Abäk en CDMX, Circo Volador, CDMX, 5 de octubre de 2024
- ZLegacy + Abäk en Guadalajara, 4 de octubre de 2024